# Lepanthes quetzalensis
Lepanthes quetzalensis är en orkidéart som beskrevs av Carlyle August Luer och Béhar. Lepanthes quetzalensis ingår i släktet Lepanthes och familjen orkidéer.
Artens utbredningsområde är Guatemala. Inga underarter finns listade i Catalogue of Life.